# Bașcalia
Bașcalia è un comune della Moldavia situato nel distretto di Basarabeasca di 3.903 abitanti al censimento del 2004.